# Gleitsichtglas

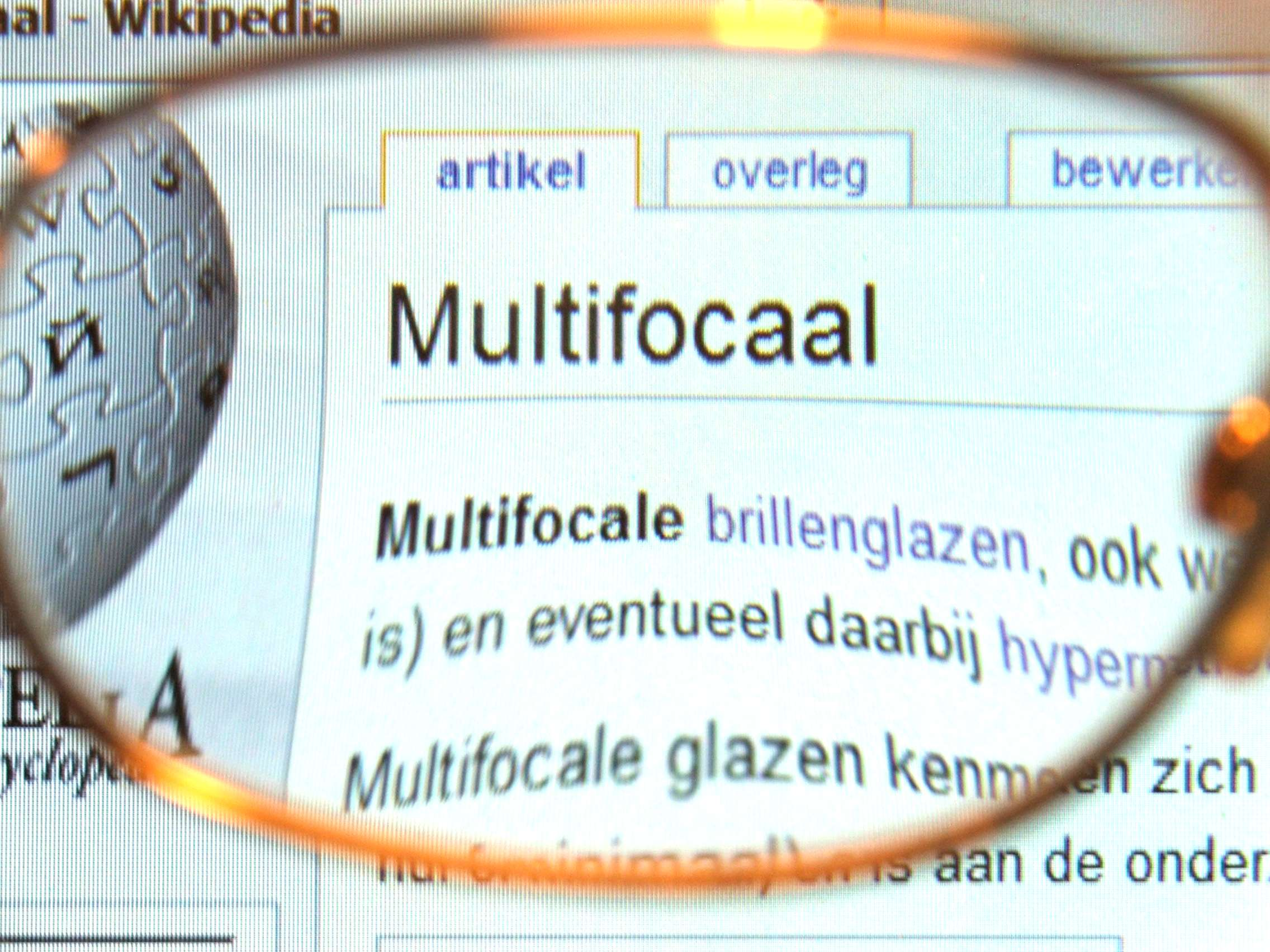
Sicht durch eine Gleitsichtbrille. Bei normalem Gebrauch wird nur ein kleiner Teil des Glases genutzt, sodass die Verzerrung geringer ist.

Ein Gleitsichtglas ist ein spezielles Brillenglas mit unterschiedlichen Brechwerten zur Fern- und Nahkorrektur von Fehlsichtigkeiten und in der Regel einer Alterssichtigkeit (Presbyopie).
Ein Gleitsichtglas bietet eine stufen- und übergangslose Möglichkeit, in allen Distanzen zwischen dem individuellen Fern- und Nahpunkt scharf zu sehen. Dies steht im Gegensatz zu Bi- und Trifokalgläsern, bei denen zum Fernteil noch ein oder zwei zusätzliche, optisch wirksame Bereiche eingearbeitet werden, die bei ihrer Nutzung zu entsprechenden Bildsprüngen führen und auch nur für zwei bzw. drei statische Entfernungen ausgelegt sind. Relativiert werden die Vorteile der Gleitsichtgläser durch optische Nebenwirkungen, eine gewisse Gewöhnungsbedürftigkeit und die hohen Kosten.

## Aufbau
Gleitsichtgläser sind in drei ineinander übergehende Progressionszonen aufgeteilt:
- obere Zone für Fernsicht bzw. maximale Distanz bei Nahkomfortgläsern,
- mittlere Zone für Zwischenentfernungen und
- untere Zone für Nahsicht.

Man unterscheidet zudem nach „normalen“ und „Short“-Gleitsichtgläsern. Um alle drei Zonen komfortabel nutzen zu können, benötigen diese zwei Varianten eine Mindesthöhe von der Pupillenmitte bis zum unteren Glasrand. Diese liegt im Schnitt bei normalen Gleitsichtgläsern bei 21 mm, bei Short-Gläsern um 15 mm. Bei der Wahl einer kleinen Fassung ist also darauf zu achten, dass
- Short-Gläser verwendet werden,
- die gemessene Höhe mindestens 15 mm beträgt,
- die maximale Nahaddition 2,0 dpt nicht übersteigt, da Short-Gläser bei höheren Additionen stärkere seitliche Verzerrungen (Abbildungsfehler) hervorrufen.

Die optische Wirkung zwischen Fern- und Nahteil verändert sich stufenlos. Ein abrupter Übergang, wie bei herkömmlichen Multifokalgläsern, ist hier nicht vorhanden. Ein hoher Grad an Individualisierung und Passgenauigkeit soll für eine möglichst schnelle Eingewöhnung sorgen.

## Nahkomfortglas
Als sogenannte Nahkomfortgläser decken Gleitsichtgläser einen erweiterten Nahbereich (ohne Fernbereich) zwischen etwa 40 und 100 cm ab und sind als solche, auch wegen der an diese Distanzen angepassten Progressionszonen, für Bildschirmtätigkeiten (Bildschirmarbeitsplatzbrille) oder ähnliche Einsatzbereiche besonders geeignet.

## Vorteile
- Der gleitende Übergang zwischen den unterschiedlichen Stärken wird oft angenehmer empfunden als der harte bei Bi- oder Trifokalbrillen.
- Gleitsichtgläser ermöglichen ein scharfes Sehen auch in Zwischendistanzen.
- Gleitsichtgläser sind unauffälliger und haben einen ästhetischen Vorteil hinsichtlich ihrer Erkennbarkeit.
- Bei frühem Tragebeginn ist die Zeit der Eingewöhnung in der Regel gering.

## Nachteile
- Die Gewöhnungsbedürftigkeit ist bei späterem Tragebeginn auf Grund der optischen Eigenschaften für viele Menschen deutlich höher als bei herkömmlichen Mehrstärkengläsern.
- In der Eingewöhnungsphase können unterschiedliche Beschwerden auftreten.
- Die Sehbereiche für Ferne und Nähe sind kleiner als bei einer Einzelbrille und die Progressionszonen relativ schmal.
- Linien und Ebenen können auf Grund von Schaukeleffekten besonders in den Randzonen verzerrt erscheinen.
- Das Schätzen von Entfernungen kann während der Eingewöhnungsphase erschwert sein.
- Die Kosten für Gleitsichtgläser sind deutlich höher.

## Geschichte
Das erste Gleitsichtglas wurde im Jahr 1953 in Berlin hergestellt. Der gelernte Brillenmacher Rolf Riekher, der inzwischen am Institut für Optik und Feinmechanik der Akademie der Wissenschaften in Berlin-Adlershof als Mitarbeiter arbeitete, hatte sie auf Initiative seines Chefs, Professor Dr. Ernst Lau für diesen und mit ihm zusammen entwickelt. Laut einer Laudatio von W. Dick (2011) erinnerte sich Riekher später:

„Lau überraschte mich am 4. Januar 1953 mit einer Idee: Die Alterssichtigkeit störte ihn sehr, mit seiner neuen Zweistärkenbrille war er ganz unzufrieden. Er wünschte eine Brille mit einem stetigen Übergang von der Ferne zur Nähe und mit einem ungestörten Gesichtsfeld. Mit dem Versuch, Prof. Lau diese Idee auszureden, hatte ich keinen Erfolg. Am gleichen Abend konzipierten wir ... einen Lösungsvorschlag, in welchen in den nächsten Tagen Dr. G. Jaeckel einbezogen wurde. Gemeinsame Patente wurden noch im Januar und März 1953 angemeldet. Lau hatte dafür den Begriff ‚Brillenglas mit gleitender Dioptrienzahl‘ gewählt, der bald in ‚Gleitsichtglas‘ verkürzt wurde, eine Bezeichnung, die sich heute allgemein durchgesetzt hat. Im Laufe des Jahres hatten wir erste Gläser hergestellt und erprobt. Lau trug von 1953 bis zu seinem Tod 1978 nur die von uns hergestellten Gläser.“

Ab 1959 begann man in Frankreich unter der Bezeichnung Varilux1  mit der Entwicklung von Gleitsichtgläsern. So war es erstmals für Personen mit Fehlsichtigkeiten (Kurz-, Weit-, Stabsichtigkeit) und gleichzeitiger Alterssichtigkeit (Presbyopie) möglich, dies mit einer einzigen Brille auszugleichen, welche über den ganzen Tag getragen werden konnte. Der Generaldirektor der Firma Carl Zeiss Jena lehnte 1969 die gewerbliche Produktion für die Allgemeinheit jedoch ab. Die weltweit ersten individuellen Gleitsichtgläser, die persönliche Eigenheiten des Trägers berücksichtigten, sollen dann im Jahr 2000 annähernd zeitgleich von den deutschen Glasherstellern Rodenstock und Carl Zeiss auf den Markt gebracht worden sein. Die Fertigung von Gleitsichtgläsern unterliegt der DIN EN ISO 8980.